# Liste der denkmalgeschützten Objekte in Hniezdne
Die Liste der denkmalgeschützten Objekte in Hniezdne enthält die 64 nach slowakischen Denkmalschutzvorschriften geschützten Objekte in der Gemeinde Hniezdne im Okres Stará Ľubovňa.

## Denkmäler
| Foto |                 | Denkmal / č. ÚZPF                               | Standort / Konskr. Nr.                    | Offizielle Beschreibung   | Beschreibung                                | Metadaten                                                            |
| ---- | --------------- | ----------------------------------------------- | ----------------------------------------- | ------------------------- | ------------------------------------------- | -------------------------------------------------------------------- |
| BW   | Datei hochladen | Kapelle am Straßenrand(sk) ObjektID: 710-1913/1 | Standort KG: Hniezdne Konskr.Nr.:         |                           |                                             | č. NKP: 710-1913/1 Stand des NKP: 2012-02-08 Name: KAPLNKA PRÍCESTNÁ |
| BW   | Datei hochladen | Rathaus(sk) ObjektID: 710-4025/0                | 1 Standort KG: Hniezdne Konskr.Nr.: 1     | Obecný úrad               | Gemeindeamt                                 | č. NKP: 710-4025/0 Stand des NKP: 2012-02-08 Name: RADNICA           |
| BW   | Datei hochladen | Bürgerhaus(sk) ObjektID: 710-4026/0             | 2 Standort KG: Hniezdne Konskr.Nr.: 2     | radový                    | Reihenhaus                                  | č. NKP: 710-4026/0 Stand des NKP: 2012-02-08 Name: DOM MEŠTIANSKY    |
| BW   | Datei hochladen | Bürgerhaus(sk) ObjektID: 710-4027/0             | 3 Standort KG: Hniezdne Konskr.Nr.: 3     | radový                    | Reihenhaus                                  | č. NKP: 710-4027/0 Stand des NKP: 2012-02-08 Name: DOM MEŠTIANSKY    |
| BW   | Datei hochladen | Bürgerhaus(sk) ObjektID: 710-4028/0             | 4 Standort KG: Hniezdne Konskr.Nr.: 4     | radový                    | Reihenhaus                                  | č. NKP: 710-4028/0 Stand des NKP: 2012-02-08 Name: DOM MEŠTIANSKY    |
| BW   | Datei hochladen | Bürgerhaus(sk) ObjektID: 710-4029/0             | 7 Standort KG: Hniezdne Konskr.Nr.: 7     | radový                    | Reihenhaus                                  | č. NKP: 710-4029/0 Stand des NKP: 2012-02-08 Name: DOM MEŠTIANSKY    |
| BW   | Datei hochladen | Bürgerhaus(sk) ObjektID: 710-4030/0             | 10 Standort KG: Hniezdne Konskr.Nr.:      | radový                    | Reihenhaus                                  | č. NKP: 710-4030/0 Stand des NKP: 2012-02-08 Name: DOM MEŠTIANSKY    |
| BW   | Datei hochladen | Bürgerhaus(sk) ObjektID: 710-4031/0             | 12 Standort KG: Hniezdne Konskr.Nr.: 12   | radový                    | Reihenhaus                                  | č. NKP: 710-4031/0 Stand des NKP: 2012-02-08 Name: DOM MEŠTIANSKY    |
| BW   | Datei hochladen | Bürgerhaus(sk) ObjektID: 710-4032/0             | 13 Standort KG: Hniezdne Konskr.Nr.: 13   | radový                    | Reihenhaus                                  | č. NKP: 710-4032/0 Stand des NKP: 2012-02-08 Name: DOM MEŠTIANSKY    |
| BW   | Datei hochladen | Bürgerhaus(sk) ObjektID: 710-4033/0             | 15 Standort KG: Hniezdne Konskr.Nr.: 15   | radový                    | Reihenhaus                                  | č. NKP: 710-4033/0 Stand des NKP: 2012-02-08 Name: DOM MEŠTIANSKY    |
| BW   | Datei hochladen | Bürgerhaus(sk) ObjektID: 710-4034/0             | 16 Standort KG: Hniezdne Konskr.Nr.: 16   | radový                    | Reihenhaus                                  | č. NKP: 710-4034/0 Stand des NKP: 2012-02-08 Name: DOM MEŠTIANSKY    |
| BW   | Datei hochladen | Bürgerhaus(sk) ObjektID: 710-869/0              | 17 Standort KG: Hniezdne Konskr.Nr.: 17   | radový                    | Reihenhaus                                  | č. NKP: 710-869/0 Stand des NKP: 2012-02-08 Name: DOM MEŠTIANSKY     |
| BW   | Datei hochladen | Bürgerhaus(sk) ObjektID: 710-4036/0             | 18 Standort KG: Hniezdne Konskr.Nr.: 18   | radový                    | Reihenhaus                                  | č. NKP: 710-4036/0 Stand des NKP: 2012-02-08 Name: DOM MEŠTIANSKY    |
| BW   | Datei hochladen | Bürgerhaus(sk) ObjektID: 710-4037/0             | 19 Standort KG: Hniezdne Konskr.Nr.: 19   | radový                    | Reihenhaus                                  | č. NKP: 710-4037/0 Stand des NKP: 2012-02-08 Name: DOM MEŠTIANSKY    |
| BW   | Datei hochladen | Bürgerhaus(sk) ObjektID: 710-4038/0             | 21 Standort KG: Hniezdne Konskr.Nr.: 21   | radový                    | Reihenhaus                                  | č. NKP: 710-4038/0 Stand des NKP: 2012-02-08 Name: DOM MEŠTIANSKY    |
| BW   | Datei hochladen | Bürgerhaus(sk) ObjektID: 710-4040/0             | 76 Standort KG: Hniezdne Konskr.Nr.: 76   | nárožný                   | Eckhaus                                     | č. NKP: 710-4040/0 Stand des NKP: 2012-02-08 Name: DOM MEŠTIANSKY    |
| BW   | Datei hochladen | Bürgerhaus(sk) ObjektID: 710-4041/0             | 78 Standort KG: Hniezdne Konskr.Nr.: 78   | radový                    | Reihenhaus                                  | č. NKP: 710-4041/0 Stand des NKP: 2012-02-08 Name: DOM MEŠTIANSKY    |
| BW   | Datei hochladen | Bürgerhaus(sk) ObjektID: 710-4042/0             | 79 Standort KG: Hniezdne Konskr.Nr.: 79   | radový                    | Reihenhaus                                  | č. NKP: 710-4042/0 Stand des NKP: 2012-02-08 Name: DOM MEŠTIANSKY    |
| BW   | Datei hochladen | Bürgerhaus(sk) ObjektID: 710-4043/0             | 80 Standort KG: Hniezdne Konskr.Nr.:      | radový                    | Reihenhaus                                  | č. NKP: 710-4043/0 Stand des NKP: 2012-02-08 Name: DOM MEŠTIANSKY    |
| BW   | Datei hochladen | Bürgerhaus(sk) ObjektID: 710-4044/0             | 82 Standort KG: Hniezdne Konskr.Nr.: 82   | radový                    | Reihenhaus                                  | č. NKP: 710-4044/0 Stand des NKP: 2012-02-08 Name: DOM MEŠTIANSKY    |
| BW   | Datei hochladen | Bürgerhaus(sk) ObjektID: 710-4045/0             | 85 Standort KG: Hniezdne Konskr.Nr.: 85   | radový                    | Reihenhaus                                  | č. NKP: 710-4045/0 Stand des NKP: 2012-02-08 Name: DOM MEŠTIANSKY    |
| BW   | Datei hochladen | Bürgerhaus(sk) ObjektID: 710-4046/0             | 86 Standort KG: Hniezdne Konskr.Nr.: 86   | radový                    | Reihenhaus                                  | č. NKP: 710-4046/0 Stand des NKP: 2012-02-08 Name: DOM MEŠTIANSKY    |
| BW   | Datei hochladen | Bürgerhaus(sk) ObjektID: 710-4047/0             | 87 Standort KG: Hniezdne Konskr.Nr.: 87   | radový                    | Reihenhaus                                  | č. NKP: 710-4047/0 Stand des NKP: 2012-02-08 Name: DOM MEŠTIANSKY    |
| BW   | Datei hochladen | Bürgerhaus(sk) ObjektID: 710-4048/0             | 89 Standort KG: Hniezdne Konskr.Nr.: 89   | priechodový               | Passage                                     | č. NKP: 710-4048/0 Stand des NKP: 2012-02-08 Name: DOM MEŠTIANSKY    |
| BW   | Datei hochladen | Bürgerhaus(sk) ObjektID: 710-4049/0             | 90 Standort KG: Hniezdne Konskr.Nr.: 90   | priechodový               | Passage                                     | č. NKP: 710-4049/0 Stand des NKP: 2012-02-08 Name: DOM MEŠTIANSKY    |
| BW   | Datei hochladen | Bürgerhaus(sk) ObjektID: 710-4050/0             | 93 Standort KG: Hniezdne Konskr.Nr.: 93   | priechodový               | Passage                                     | č. NKP: 710-4050/0 Stand des NKP: 2012-02-08 Name: DOM MEŠTIANSKY    |
| BW   | Datei hochladen | Bürgerhaus(sk) ObjektID: 710-4051/0             | 94 Standort KG: Hniezdne Konskr.Nr.: 94   |                           |                                             | č. NKP: 710-4051/0 Stand des NKP: 2012-02-08 Name: DOM MEŠTIANSKY    |
| BW   | Datei hochladen | Bürgerhaus(sk) ObjektID: 710-4052/0             | 95 Standort KG: Hniezdne Konskr.Nr.: 95   | priechodový               | Passage                                     | č. NKP: 710-4052/0 Stand des NKP: 2012-02-08 Name: DOM MEŠTIANSKY    |
| BW   | Datei hochladen | Bürgerhaus(sk) ObjektID: 710-4053/0             | 96 Standort KG: Hniezdne Konskr.Nr.: 96   | priechodový               | Passage                                     | č. NKP: 710-4053/0 Stand des NKP: 2012-02-08 Name: DOM MEŠTIANSKY    |
| BW   | Datei hochladen | Bürgerhaus(sk) ObjektID: 710-4054/0             | 97 Standort KG: Hniezdne Konskr.Nr.: 97   | priechodový               | Passage                                     | č. NKP: 710-4054/0 Stand des NKP: 2012-02-08 Name: DOM MEŠTIANSKY    |
| BW   | Datei hochladen | Bürgerhaus(sk) ObjektID: 710-4055/0             | 99 Standort KG: Hniezdne Konskr.Nr.: 99   | priechodový               | Passage                                     | č. NKP: 710-4055/0 Stand des NKP: 2012-02-08 Name: DOM MEŠTIANSKY    |
| BW   | Datei hochladen | Bürgerhaus(sk) ObjektID: 710-4056/0             | 100 Standort KG: Hniezdne Konskr.Nr.:     | priechodový               | Passage                                     | č. NKP: 710-4056/0 Stand des NKP: 2012-02-08 Name: DOM MEŠTIANSKY    |
| BW   | Datei hochladen | Bürgerhaus(sk) ObjektID: 710-4057/0             | 101 Standort KG: Hniezdne Konskr.Nr.: 101 | priechodový               | Passage                                     | č. NKP: 710-4057/0 Stand des NKP: 2012-02-08 Name: DOM MEŠTIANSKY    |
| BW   | Datei hochladen | Bürgerhaus(sk) ObjektID: 710-4058/0             | 102 Standort KG: Hniezdne Konskr.Nr.:     | priechodový               | Passage                                     | č. NKP: 710-4058/0 Stand des NKP: 2012-02-08 Name: DOM MEŠTIANSKY    |
| BW   | Datei hochladen | Bürgerhaus(sk) ObjektID: 710-4059/0             | 103 Standort KG: Hniezdne Konskr.Nr.:     | priechodový               | Passage                                     | č. NKP: 710-4059/0 Stand des NKP: 2012-02-08 Name: DOM MEŠTIANSKY    |
| BW   | Datei hochladen | Bürgerhaus(sk) ObjektID: 710-870/0              | 104 Standort KG: Hniezdne Konskr.Nr.:     | radový                    | Reihenhaus                                  | č. NKP: 710-870/0 Stand des NKP: 2012-02-08 Name: DOM MEŠTIANSKY     |
| BW   | Datei hochladen | Bürgerhaus(sk) ObjektID: 710-4060/0             | 105 Standort KG: Hniezdne Konskr.Nr.:     | priechodový               | Passage                                     | č. NKP: 710-4060/0 Stand des NKP: 2012-02-08 Name: DOM MEŠTIANSKY    |
| BW   | Datei hochladen | Bürgerhaus(sk) ObjektID: 710-4061/0             | 106 Standort KG: Hniezdne Konskr.Nr.:     | priechodový               | Passage                                     | č. NKP: 710-4061/0 Stand des NKP: 2012-02-08 Name: DOM MEŠTIANSKY    |
| BW   | Datei hochladen | Bürgerhaus(sk) ObjektID: 710-4062/0             | 107 Standort KG: Hniezdne Konskr.Nr.: 107 | priechodový               | Passage                                     | č. NKP: 710-4062/0 Stand des NKP: 2012-02-08 Name: DOM MEŠTIANSKY    |
| BW   | Datei hochladen | Bürgerhaus(sk) ObjektID: 710-4063/0             | 108 Standort KG: Hniezdne Konskr.Nr.:     | priechodový               | Passage                                     | č. NKP: 710-4063/0 Stand des NKP: 2012-02-08 Name: DOM MEŠTIANSKY    |
| BW   | Datei hochladen | Bürgerhaus(sk) ObjektID: 710-4064/0             | 109 Standort KG: Hniezdne Konskr.Nr.: 109 | priechodový               | Passage                                     | č. NKP: 710-4064/0 Stand des NKP: 2012-02-08 Name: DOM MEŠTIANSKY    |
| BW   | Datei hochladen | Bürgerhaus(sk) ObjektID: 710-871/0              | 110 Standort KG: Hniezdne Konskr.Nr.: 110 |                           |                                             | č. NKP: 710-871/0 Stand des NKP: 2012-02-08 Name: DOM MEŠTIANSKY     |
| BW   | Datei hochladen | Bürgerhaus(sk) ObjektID: 710-4065/0             | 111 Standort KG: Hniezdne Konskr.Nr.: 111 |                           |                                             | č. NKP: 710-4065/0 Stand des NKP: 2012-02-08 Name: DOM MEŠTIANSKY    |
| BW   | Datei hochladen | Bürgerhaus(sk) ObjektID: 710-4066/0             | 112 Standort KG: Hniezdne Konskr.Nr.: 112 |                           |                                             | č. NKP: 710-4066/0 Stand des NKP: 2012-02-08 Name: DOM MEŠTIANSKY    |
| BW   | Datei hochladen | Bürgerhaus(sk) ObjektID: 710-4067/0             | 113 Standort KG: Hniezdne Konskr.Nr.: 113 | priechodový               | Passage                                     | č. NKP: 710-4067/0 Stand des NKP: 2012-02-08 Name: DOM MEŠTIANSKY    |
| BW   | Datei hochladen | Bürgerhaus(sk) ObjektID: 710-4068/0             | 114 Standort KG: Hniezdne Konskr.Nr.: 114 | priechodový               | Passage                                     | č. NKP: 710-4068/0 Stand des NKP: 2012-02-08 Name: DOM MEŠTIANSKY    |
| BW   | Datei hochladen | Bürgerhaus(sk) ObjektID: 710-4069/0             | 116 Standort KG: Hniezdne Konskr.Nr.: 116 | priechodový               | Passage                                     | č. NKP: 710-4069/0 Stand des NKP: 2012-02-08 Name: DOM MEŠTIANSKY    |
| BW   | Datei hochladen | Bürgerhaus(sk) ObjektID: 710-4070/0             | 119 Standort KG: Hniezdne Konskr.Nr.: 119 | priechodový               | Passage                                     | č. NKP: 710-4070/0 Stand des NKP: 2012-02-08 Name: DOM MEŠTIANSKY    |
| BW   | Datei hochladen | Bürgerhaus(sk) ObjektID: 710-4071/0             | 120 Standort KG: Hniezdne Konskr.Nr.: 120 | priechodový               | Passage                                     | č. NKP: 710-4071/0 Stand des NKP: 2012-02-08 Name: DOM MEŠTIANSKY    |
| BW   | Datei hochladen | Bürgerhaus(sk) ObjektID: 710-4072/0             | 123 Standort KG: Hniezdne Konskr.Nr.: 123 | priechodový               | Passage                                     | č. NKP: 710-4072/0 Stand des NKP: 2012-02-08 Name: DOM MEŠTIANSKY    |
| BW   | Datei hochladen | Bürgerhaus(sk) ObjektID: 710-4073/0             | 128 Standort KG: Hniezdne Konskr.Nr.: 128 | priechodový               | Passage                                     | č. NKP: 710-4073/0 Stand des NKP: 2012-02-08 Name: DOM MEŠTIANSKY    |
| BW   | Datei hochladen | Bürgerhaus(sk) ObjektID: 710-4074/0             | 129 Standort KG: Hniezdne Konskr.Nr.: 129 | priechodový               | Passage                                     | č. NKP: 710-4074/0 Stand des NKP: 2012-02-08 Name: DOM MEŠTIANSKY    |
| BW   | Datei hochladen | Bürgerhaus(sk) ObjektID: 710-4075/0             | 226 Standort KG: Hniezdne Konskr.Nr.: 226 | priechodový               | Passage                                     | č. NKP: 710-4075/0 Stand des NKP: 2012-02-08 Name: DOM MEŠTIANSKY    |
| BW   | Datei hochladen | Bürgerhaus(sk) ObjektID: 710-4076/0             | 227 Standort KG: Hniezdne Konskr.Nr.: 227 | priechodový               | Passage                                     | č. NKP: 710-4076/0 Stand des NKP: 2012-02-08 Name: DOM MEŠTIANSKY    |
| BW   | Datei hochladen | Bürgerhaus(sk) ObjektID: 710-4077/0             | 228 Standort KG: Hniezdne Konskr.Nr.: 228 | priechodový               | Passage                                     | č. NKP: 710-4077/0 Stand des NKP: 2012-02-08 Name: DOM MEŠTIANSKY    |
| BW   | Datei hochladen | Bürgerhaus(sk) ObjektID: 710-4078/0             | 229 Standort KG: Hniezdne Konskr.Nr.: 229 | priechodový               | Passage                                     | č. NKP: 710-4078/0 Stand des NKP: 2012-02-08 Name: DOM MEŠTIANSKY    |
| BW   | Datei hochladen | Bürgerhaus(sk) ObjektID: 710-4079/0             | 230 Standort KG: Hniezdne Konskr.Nr.: 230 | priechodový               | Passage                                     | č. NKP: 710-4079/0 Stand des NKP: 2012-02-08 Name: DOM MEŠTIANSKY    |
| BW   | Datei hochladen | Bürgerhaus(sk) ObjektID: 710-4080/0             | 231 Standort KG: Hniezdne Konskr.Nr.: 231 | priechodový               | Passage                                     | č. NKP: 710-4080/0 Stand des NKP: 2012-02-08 Name: DOM MEŠTIANSKY    |
| BW   | Datei hochladen | Bürgerhaus(sk) ObjektID: 710-4081/0             | 233 Standort KG: Hniezdne Konskr.Nr.: 233 | priechodový               | Passage                                     | č. NKP: 710-4081/0 Stand des NKP: 2012-02-08 Name: DOM MEŠTIANSKY    |
| BW   | Datei hochladen | Schule(sk) ObjektID: 710-4082/0                 | 234 Standort KG: Hniezdne Konskr.Nr.: 234 | materská                  | Kindergarten                                | č. NKP: 710-4082/0 Stand des NKP: 2012-02-08 Name: ŠKOLA             |
| BW   | Datei hochladen | Bürgerhaus(sk) ObjektID: 710-4083/0             | 235 Standort KG: Hniezdne Konskr.Nr.: 235 | priechodový               | Passage                                     | č. NKP: 710-4083/0 Stand des NKP: 2012-02-08 Name: DOM MEŠTIANSKY    |
| ja   | Datei hochladen | Kirche(sk) ObjektID: 710-872/1                  | 240 Standort KG: Hniezdne Konskr.Nr.:     | r.k.sv.Bartolomeja        | römisch-katholische Kirche St. Bartholomäus | č. NKP: 710-872/1 Stand des NKP: 2012-02-08 Name: KOSTOL             |
| ja   | Datei hochladen | Kapelle(sk) ObjektID: 710-872/2                 | Standort KG: Hniezdne Konskr.Nr.:         | božia muka                | Golgotha                                    | č. NKP: 710-872/2 Stand des NKP: 2012-02-08 Name: KAPLNKA            |
| ja   | Datei hochladen | Figurengruppe auf Säule(sk) ObjektID: 710-872/3 | Standort KG: Hniezdne Konskr.Nr.:         | sv.Trojica; Trojičný stĺp | Heilige Dreifaltigkeit                      | č. NKP: 710-872/3 Stand des NKP: 2012-02-08 Name: SÚSOŠIE NA STĹPE   |

## Legende
Die Tabelle enthält im Einzelnen folgende Informationen:
| Foto:                    | Fotografie des Denkmals. |
| Denkmal / č. ÚZPF:       | Die Übersetzung der Bezeichnung des Denkmals, wie sie vom Slowakischen Denkmalamt (Pamiatkový úrad Slovenskej republiky) verwendet wird. Die Originalbezeichnung ist unter dem Fragezeichen angegeben. Fehlt die Übersetzung, so wird die Originalbezeichnung direkt angezeigt. Weiters ist die Objekt-Identifikationsnummer (Objekt ID) angeführt. Sie ist die offizielle, in der Slowakei eindeutige Nummer č. ÚZPF inklusive der zugehörigen Zählnummer, wie sie in den Daten des Denkmalamtes angegeben wird. Da diese nur innerhalb eines Landkreises gezählt wird, ist dessen Nummer der Denkmalnummer vorangestellt. |
| Standort:                | Wenn in der Liste vorhanden, ist die Adresse angegeben. In Klammern kann sich noch eine zusätzliche Adresse befinden, wenn es beispielsweise ein Eckhaus ist. Bei freistehenden Objekten ohne Adresse (zum Beispiel bei Bildstöcken) ist eine Adresse angegeben, die in der Nähe des Objekts liegt. Durch Aufruf des Links Standort wird die Lage des Denkmals in verschiedenen Kartenprojekten angezeigt. Darunter sind die Katastralgemeinde (KG) und, wenn vorhanden, die Konskriptionsnummer (Konskr. Nr.) angegeben.                                                                                                   |
| Offizielle Beschreibung: | Es ist die Kurzbeschreibung auf Slowakisch, wie sie in den offiziellen Listen angegeben ist, eingetragen. |
| Beschreibung:            | Kurze Angaben zum Denkmal auf Deutsch. |
| Metadaten:               | Zusätzlich werden, wenn in den persönlichen Einstellungen das Helferlein Dauerhaftes Einblenden von Metadaten aktiviert ist, ebensolche angezeigt. |

- Karte mit allen Koordinaten:
- OSM |
- WikiMap